# Río Ayuda
El río Ayuda (en euskera Ihuda) es un río español afluente del Zadorra, que a su vez es afluente del Ebro. 

## Curso

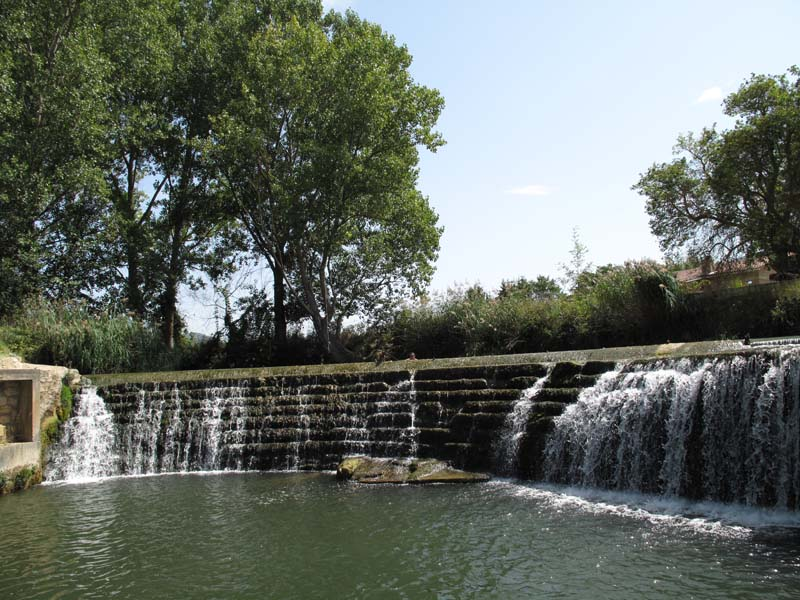
Cascada a la altura de Berantevilla

Nace en los Montes de Vitoria, cerca de la localidad de Oquina, y atraviesa la provincia de Álava y el Condado de Treviño, enclavado en la de Burgos.
Su mayor belleza se esconde en el desfiladero que labra entre las localidades de Oquina y Sáseta, donde presenta el típico aspecto de un río de montaña cantábrico, entre zonas de hayedo primero y un tipo más variado de riqueza forestal más adelante. Un punto de especial interés es la cascada de Rodavieja. Finalmente, el río sale a una zona más llana a la altura de Urarte (topónimo vasco que significa "entre aguas").
Aparece descrito en el tercer volumen del Diccionario geográfico-estadístico-histórico de España y sus posesiones de Ultramar de Pascual Madoz con las siguientes palabras:

AYUDA ó AYA (ibda ó bita): r. en la prov. de Alava y condado de Treviño; nace en los montes de Arlucea, part. jud. de Salvatierra, y tocando en Marquinez, en el de Laguardia, encuentra un puente de piedra de un solo arco; si dirige de E. á O., y entrando en el referido condado, deja á la der. los pueblos de Pariza, Fuidio y Argote, al paso que por la izq. baña tierras de Albaina, Samiano, Torre, Franco y Araico, cruzando diversos puentes hasta llegar al de Treviño; continúa con la misma direccion por el S. de Muergas y Cervilla; y al N. Uralde, Grandival, Ozana y Berantevilla; entra en el part. de Salinas de Añana y puente de La-Corzana, y se una al Zadorra con el que corre unido hasta llegar al Ebro: fertiliza mucha parte de los térm. que recorre, da impulso á varios molinos harineros y proporciona alguna pesca de muy buenas truchas.
(Madoz, 1846, p. 204)

Su desembocadura en el río Zadorra se produce en el entorno de Lacorzana y Miranda de Ebro. Sus aguas, pertenecientes a la cuenca hidrográfica del Ebro, acaban vertidas en el mar Mediterráneo.